# Črmošnjice (Semič)

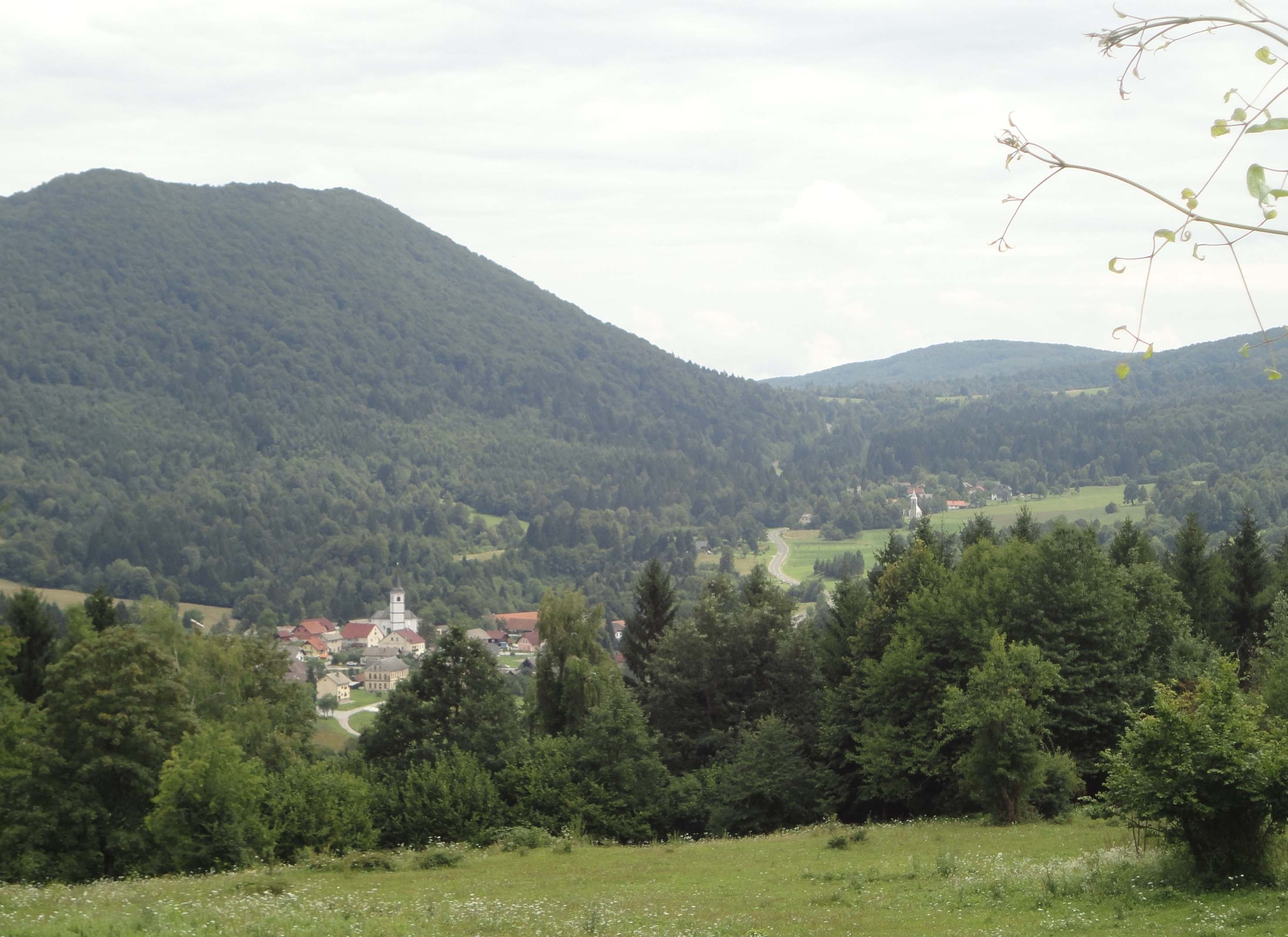
Blick auf Črmošnjice und Srednja vas von Topli Vrh

Črmošnjice (tʃəɾmɔˈʃnjìːtsɛ; deutsch Tschermoschnitz) ist eine Siedlung in der slowenischen Gemeinde Semič im Südosten des Landes.
Der Ort liegt im östlichsten Teil der ehemaligen Sprachinsel des Gottscheer Landes am Črmošnjica-Bach (dt.: Moschnitze) unter dem Osthang des Kočevski Rog / Hornwald. Die Gegend ist Teil der historischen Region Unterkrain und gehört heute zur Region Jugovzhodna Slovenija (Südost-Slowenien).

## Geschichte

### Mittelalter
Črmošnjice wurde erstmals 1264 als Scherczenicz bezeugt (und als Zcermesniza 1295, Tschermoznicz 1353 und Tschermoschnitz 1421). Der Name leitet sich vom archaischen slowenischen čremoš, čremož 'Bärlauch' (heute čemaž im Slowenischen) ab und bezieht sich somit auf die örtliche Vegetation. Der Ort gehört zu den ältesten Siedlungen des Gottscheer-Landes. Die Besiedlung durch Kolonisten aus Deutschland fand zwischen 1348 und 1363 unter den Grafen von Ortenburg statt.

### Bis 1941
Vor dem Zweiten Weltkrieg war der heutige Hauptort Zentrum der eigenständigen Gemeinde Tschermoschnitz (Kreis Rudolfswerth/Novo mesto).
Die Gemeinde umfasste das Moschnitzer Tal und die Bergbereiche beiderseits des Tals. Im Westen reichte die Gemeinde in den Hornwald hinein, im Osten in den Gorjanci-Gebirgszug, im Süden bis zum Übergang nach Weißkrain.
1890 gehörten zur Gemeinde neben dem namensgebenden Ort folgende Siedlungen: Altsag, Aschelitz, Ober-Blaschowiz, Unter-Blaschowiz, Drandul, Feichtbüchel, Gaber, Gatschen, Gehag, Laase, Maschel, Mitterdorf, Ober-Mitterdorf, Neuberg, Plesch, Ressen, Ribnik, Russbach, Scheerenbrunn, Stalldorf, Alt-Tabor, Neu-Tabor, Ober-Tapelverch, Unter-Tapelverch, Wiederzug, Ober-Wildbach, Wretzen. Die Gesamtgemeinde hatte damals 1953 Einwohner. Bis 1933 umfasste die Gemeinde 28 Dörfer, danach noch zusätzlich acht Dörfer der eingemeindeten Gemeinde Pöllandl.
Die wichtigsten Wirtschaftszweige waren Forstwirtschaft und Holzwarenerzeugung. Die Landwirtschaft war nur im unteren Talteil entwickelt.

### Ab 1941
Im Rahmen der Zwangsumsiedlung der Gottscheer verließen am 28. und 29. Dezember 1941 die 20 deutschsprachige Familien den Ort. 
In der Nähe des Dorfes befand sich von 1943 bis 1945 das Partisanenlazarett Zgornji Hrastnik.
Bei Kriegsende war nur noch die Hälfte der Häuser des Dorfes bewohnbar. 1952 kam die Gemeinde zur Gemeinde Semič.